# Jiří Stanislav Guth-Jarkovský

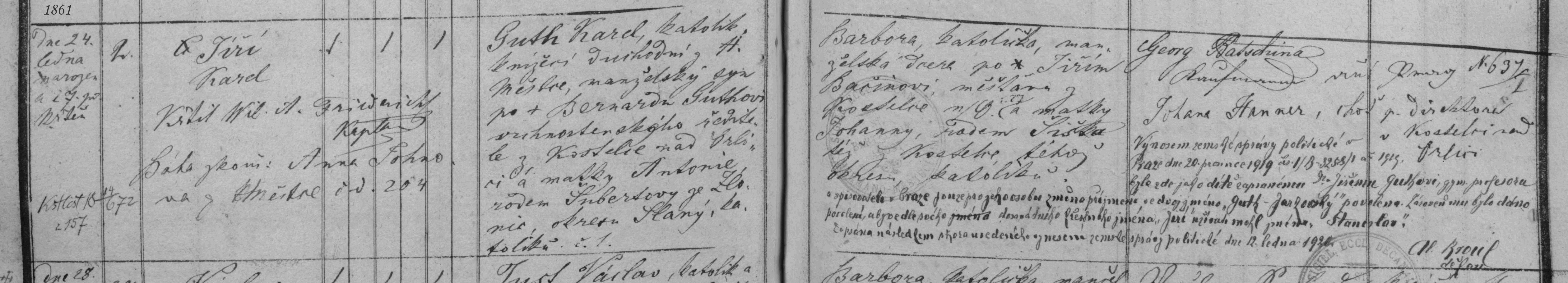
Matriční zápis o narození a křtu Jiřího Karla Gutha (Matrika narozených Heřmanův Městec 1849–1862 [SOA Zámrsk])

Jiří Stanislav Guth-Jarkovský, křtěný Jiří Karel Guth (24. ledna 1861 Heřmanův Městec – 8. ledna 1943 Náchod) byl český pedagog, spisovatel, ceremoniář prezidenta republiky, zakládající člen Mezinárodního olympijského výboru (1894–1943)

## Život

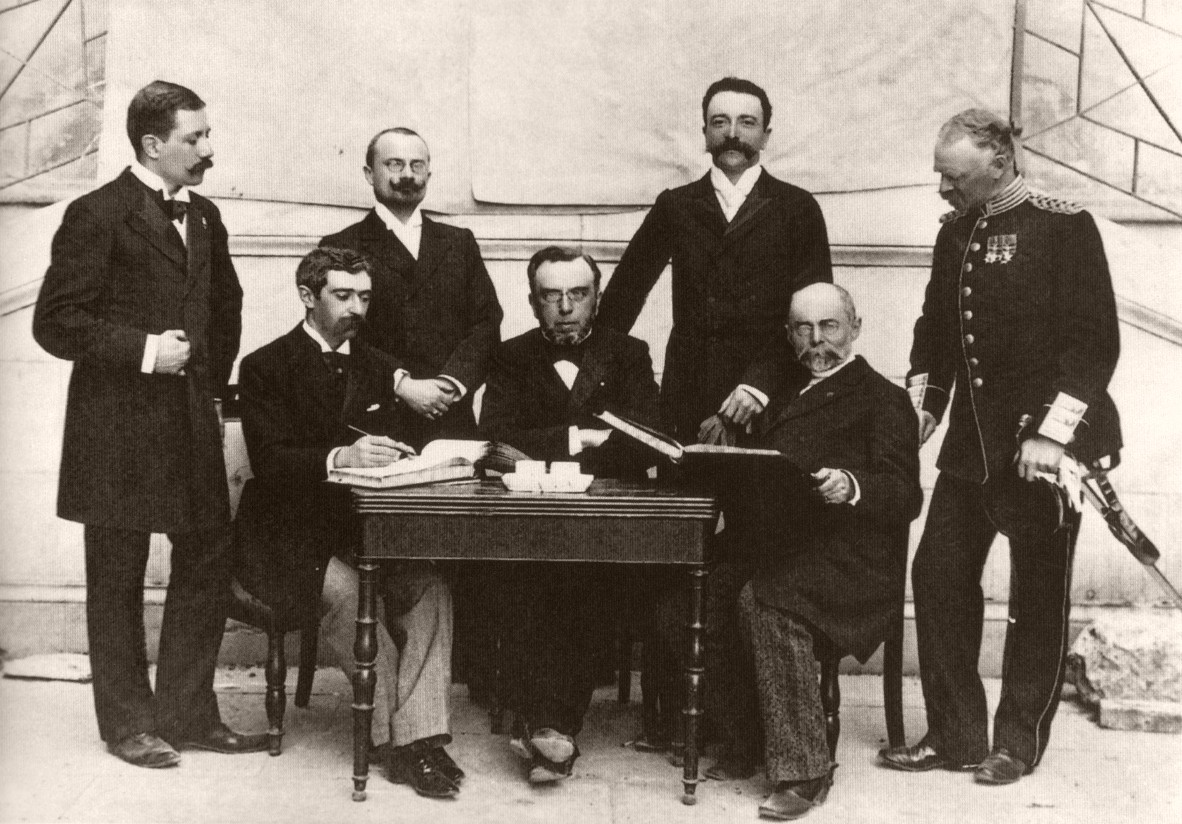
Mezinárodní olympijský výbor, druhý zleva stojí Jiří Stanislav Guth-Jarkovský, po jeho pravici sedí Pierre de Coubertin, 1896, foto: Albert Meyer

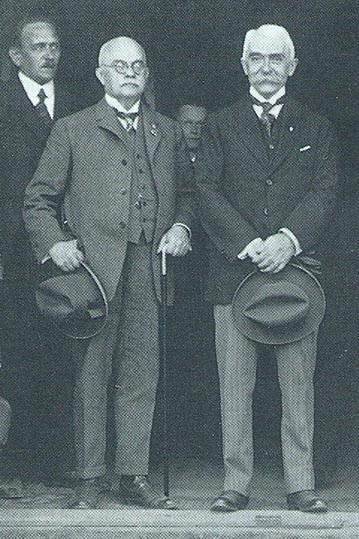
Guth-Jarkovský a Coubertin, 1925

### Mládí
Jiří Guth se narodil v rodině knížecího důchodního Karla Gutha a jeho manželky Barbory, rozené Bačinové (1831–1908), v noci z 23. na 24. ledna, matriční datum narození je 24. ledna, podle matky se narodil už 23. Pokřtěn byl Jiří Karel Guth, jméno úředně změnil na Jiří Stanislav Guth-Jarkovský v roce 1919. Měl sestru Marii Schwarzovou (1863), z jeho tří bratrů byli dva lékaři – August a Karel (1868), třetí Antonín (1859) byl c. k. radou zemského soudu.
V letech 1870–1878 vystudoval gymnázium v Rychnově nad Kněžnou, poté studoval filozofii, matematiku a fyziku na Filozofické fakultě v Praze; studium ukončil roku 1883, když získal první doktorát udělený na české části Karlo-Ferdinandovy univerzity.
Už jako student měl potřebu angažovat se v řadě vědeckých a kulturních spolků, např. byl prvním tajemníkem Jednoty českých filosofů či funkcionářem Svatoboru, spolku českých spisovatelů. Přestože sám aktivně nesportoval, jako správný vlastenec se stal členem Sokola a o tělovýchovu se zajímal jako pedagog.

### Pedagog
Po ukončení univerzitního vzdělání se stal vychovatelem synů knížete Schaumburg-Lippe, žil v Náchodě, Ratibořicích a ve Švýcarsku. S knížecí rodinou projel Evropu, Afriku, Asii a Severní Ameriku.
Od roku 1888 do roku 1919 učil mj. francouzštinu, češtinu a tělesnou výchovu na gymnáziích v Praze (na Akademickém gymnáziu, Gymnáziu v Žitné ul., Gymnáziu v Truhlářské, na dívčí škole Minerva) a v Klatovech.

### Ve službách Československa
V roce 1919 byl Jiří Guth jako první jmenován ministerským radou v kanceláři presidenta republiky. V letech 1919–1922 pracoval jako ceremoniář prezidenta T. G. Masaryka, navrhl statut řádu Bílého lva, který dodnes propůjčuje nebo uděluje prezident republiky, zavedl úřadování na zámku v Lánech a vypracoval audienční řád. Od roku 1922 vedl agendu řádu Bílého lva. V roce 1925 odešel do výslužby.

### Rodina
Dne 7. srpna 1897 se oženil s Annou Černou (18. června 1875–3. června 1928), dcerou ředitele gymnázia v Roudnici nad Labem (pocházela z Rychnova nad Kněžnou). Manželé Guthovi měli jediného syna Gastona (27. května 1898–18. března 1974).

### Sportovní funkcionář
Nebyl aktivním sportovcem ani členem sportovního spolku, zato se stal významným funkcionářem olympismu, turistiky a sportu. Byl redaktorem časopisu Turista, předsedou Českého klubu turistů (1915–1918) a předsedou Československého klubu turistů (1918–1926).
V roce 1896 se zúčastnil prvních novodobých olympijských her a domů se vrátil nadšen. Po návratu začal propagovat Olympijské hnutí v českých i německých časopisech. Snažil se založit Český olympijský výbor (ČOV), ale napoprvé neuspěl (založení nepodpořili zástupci Sokola). Roku 1897 byla ustavena Česká amatérská atletická unie (ČAAU), kterou zpočátku vedl. Pak její vedení předal dalšímu významnému sportovnímu organizátorovi Josefu Röslerovi-Ořovskému. Spolu s ním svolal v roce 1899 několik schůzí a napodruhé ČOV založil. Z počátku výbor nepracoval, a tak jej založil v lednu 1900 znovu. Díky ČOV se čeští sportovci účastnili olympijských her již v době, kdy ještě Československá republika neexistovala.
V roce 1908 se oba organizátoři podíleli na ustavení České sportovní rady, usilující o koordinaci jednotlivých orgánů českého sportu uvnitř Rakousko-Uherska.
Díky známosti se zakladatelem novodobých olympijských her Pierrem de Coubertinem se stal zakládajícím členem MOV (1894–1943), v letech 1919 až 1923 působil ve funkci generálního tajemníka a byl spoluautorem Olympijské charty.

### Členství, vyznamenání
Kromě MOV, byl členem České akademie věd a umění, komturem Italské koruny, Rumunské koruny, polské Pololonia restituta, komandérem francouzské Légion d'Honneur, holandského Oranžsko-Nassavského řádu či důstojníkem švédského a řeckého řádu.

### Závěr života
Do roku 1932 postupně předal svůj archiv literárnímu archivu Národního muzea a odstěhoval se do Náchoda, kde dožil. Ani toto období neprožíval pasivně. Ještě po vzniku protektorátu proběhla tiskem zpráva, že má být i nadále zástupcem v MOV, tentokrát jen pro Čechy a Moravu.
Zemřel na mozkovou mrtvici v Náchodě, pochován byl v rodinné hrobce na pražských Olšanských hřbitovech.

## Uctění památky

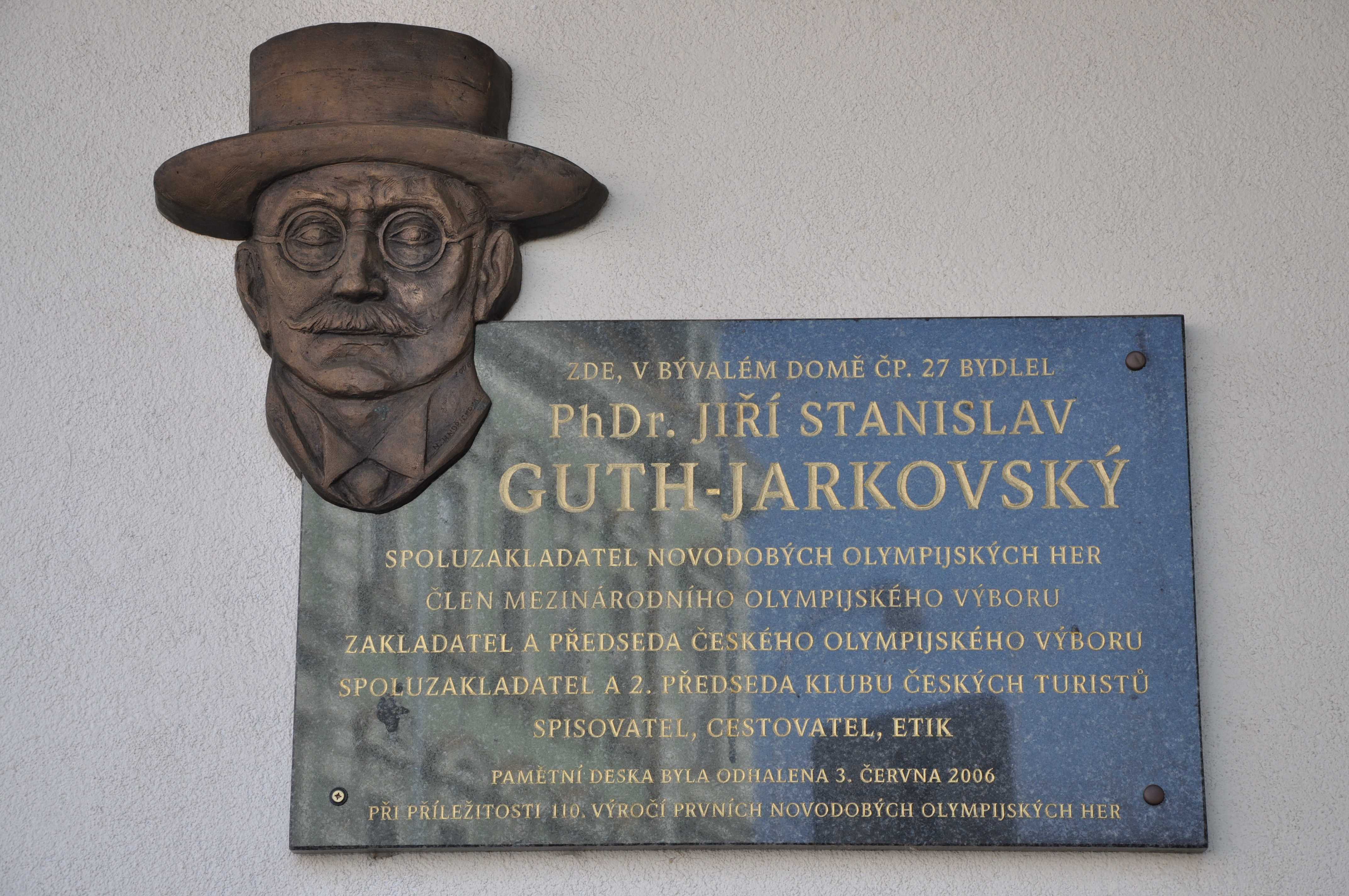
Pamětní deska v Kostelci nad Orlicí.

- Od roku 1934 ČOV na jeho počest každoročně uděluje nejvýznamnějším osobnostem (sportovcům) československého sportu Cenu Jiřího Gutha-Jarkovského.
- V roce 2011 byly zorganizovány akce k uctění 150. výročí narození Gutha Jarkovského. V lednu byly na Olšanském hřbitově položeny věnce. Pietního aktu se zúčastnili delegovaní zástupci ČOV, Prezidentské kanceláře, Klubu českých turistů (KČT) a řady měst, kde tato osobnost působila. V dubnu 2011 zorganizoval ČOV v Praze mezinárodní konferenci a společně s řadou zahraničních delegátů navštívili pražskou školu v Truhlářské ulici, kde učil, dále Kostelec nad Orlicí, kde působil, místo narození Heřmanův Městec a nakonec i Náchod, kde zemřel. V září 2011 byl zorganizován závěr oslav na chatě KČT v Dobrošově u pamětní desky.[17]
- Základní škola Gutha-Jarkovského je v Kostelci nad Orlicí
- Gymnázium Jiřího Gutha-Jarkovského je osmileté gymnázium, která se nachází v Truhlářské ulici na Praze 1
- Pamětní deska Jiřího Gutha-Jarkovského je v Kostelci nad Orlicí, v Klatovech, Heřmanově Městci, v Truhlářské ulici v Praze
- Turistická stezka Jiřího Gutha-Jarkovského vede z Kostelce nad Orlicí do Ústí nad Orlicí a je na ní umístěna pamětní deska[18]
- Jeho pozůstalost spravuje zčásti (rozsahem největší) Literární archiv Památníku národního písemnictví[19] a zčásti Archiv tělesné výchovy Národního muzea.[8]

## Dílo
Jiří Stanislav Guth-Jarkovský byl autor publikací o společenské výchově, povídek, románů, cestopisů, turistických průvodců, překladů z francouzštiny a němčiny. Svá díla a překlady vydával též pod různými pseudonymy: Jan Chvojan, Gaston Humbert, J. Modličevský, Dr. J. Marek. Stanislav Jarkovský či Stanislav Vraný.
V genrových obrázcích, novelách a románech volil látkový okruh drobných a středních lidí. Jeho rodinné kroniky nesou pečeť díla hřejivého, polovzpomínkového a citově vyzařujícího. Jen v prózách ze středoškolského prostředí jevil sklon k satiře a ke grotesce, když výstražně a dokumentárně kreslil známé typy studentů i profesorů. V povídkách tu humorných, tu do tragiky vystupňovaných chtěl soudit to, co bylo na střední škole nezdravého.
Jaroslav Kunc
Široké veřejnosti byl znám svým dílem, ve kterém podává pravidla a normy správného chování ve všech oblastech života. Vždy kladl důraz na slušnost, čestnost, skromnost, vzájemnou úctu.

### Próza
- Nad Propastí – 1893
- Počátky a konce – 1896
- Salva profesorum a jiné povídky – 1897
- Idylky pana adjunkta – 1898
- Drobné genry – 1900
- Střepiny a skořepiny – 1905
- Vřes a kapradí – 1906
- Na podzim v ořeší – 1908
- Cesta ještě nezarostla – 1909
- Vlastějovské koření – 1918
- Ulomená haluz: román –1919
- Těžké srdce – 1920
- Marná sláva: román – 1921
- Byla vojna – 1921
- Přívaly – 1924
- Humoresky – 1928
- Odvážnému štěstí přeje – 1939

### Cestopisy
- Causerie z cest po Španělsku – 1891–1894
- Na pokraji Sahary: vzpomínky a dojmy z cest po Alžírsku – 1892
- Lémanské silhouetty: (Švýcarsko) – 1893
- Ode břehu moře Středozemského: obrázky, z Korsiky, Alžíru, Tunisu, Tripolisu a Sicílie – 1894
- Za sluncem půlnočním: cesta z Christianie na Mys Severní a zpět – 1895
- Na zeleném Erinu: (Irsko) – 1895
- Kanadské epištoly – 1895
- Obrazy z Tunisu – 1896
- Letem přes řecký kraj – 1896
- Intimní listy z cest i necest – 1896
- Obrázky z Francie – 1901
- Obrázky z Řecka – 1902
- Pod sluncem jihu – 1902
- Na moři a za mořem – 1902
- Z potulek krajem francouzským – 1903
- Skizzy ze Švédska a Finska – 1903
- Za horama Pyrenejskýma – 1903
- Náchod. Stadt und Schloss – 1904
- Moje prázdniny v Americe – 1905
- K slovanskému jihu

### Průvodce
- Průvodce Prahou: pro mládež – 1905
- Vídeň – 1906
- Mnichov – 1908

### Memoáry
- Z pamětí klatovských – 1912
- Babí léto (1914) – Causerie z cest a z minulosti[22]
- Paměti – 1929

### Pravidla chování
- Společenský katechismus (1914) – rady a pokyny, kterak chovati se ve společnosti, na ulici i na místech veřejných a kterak vésti sobě při různých příležitostech společenských. Svazek I.[23] Svazek II., část 1.[24] Svazek II., část 2.[25]
- Pravidla slušného chování pro mládež – 2. v. 1922
- Turistika – 1917
- O jídle a pití jindy a jinde – 1918
- Obchodník gentleman – 1919
- Pozdrav, společenské úvahy – 1919
- Stolničení: společně s Annou Guthovou – 1919
- O hostinách a hodokvasech jindy a jinde (1919) – mravní etiketa při slavnostech[26]
- Kapitoly skoro naléhavé –1920
- Společenský slabikář – 1920
- Společenská výchova a její význam – 1920
- Společenská výchova vojenská –1921
- Společenské klasobraní
- Kterak slušně jísti
- Na veřejnosti
- Rodinné události
- Slušnost a demokracie
- Mladému republikánu

### Knihy věnované sportu
- Hry Olympické za starověku i za dob nejnovějších (1896) – ohled za atmosférou prvních novodobých olympijských hrách v roce 1896[27]
- Zimní turistika v Čechách a na Moravě – 1910
- Turistika – 1917
- Vývoj českého olympismu

### Překlady
- Rozpravy o methodě... – René Descartes. Praha: F. A. Urbánek, 1882
- Blažeje Pascala: o duchu geometrickém: dva fragmenty – Praha: nákladem vlastním, 1899
- Rybář islandský: román – Pierre Loti. Praha: bez nakladatele, 1890
- Kniha o soucitu a smrti – Pierre Loti. Praha: F. Šimáček, 1892
- Podzimní láska; Bigarreau – André Theuriet. Praha: J. Otto, 1892
- Z velkého světa: román – Pavel Bourget. Praha J. R. Vilímek, 1893
- Můj bratr Yves – Pierre Loti. Praha: J. Otto, 1893
- Klaudius Bombarnak, zpravodaj listu „XX. věk“: román – Jules Verne; se 6 chromotypicky provedenými obrazy a 35 ilustracemi L. Benetta. Praha: J. R. Vilímek, 1893
- Dvojí sňatek: dvě novely – Ludovic Halévy. Praha: F. Šimáček, 1896
- Námořník – Pierre Loti. Praha: F. Šimáček
- Vypuzená – Pierre Loti. Praha: J. Otto, 1895
- Útěk; Přednosta stanice: dvě novely – Paul Bonnetain. Praha: J. Otto, 1897
- Na severní točnu: norská výzkumná polární výprava po lodi "Fram" r. 1893–1896 a patnáctiměsíčná cesta po saních Dra F. Nansena a poručíka Johansena: s dodatkem O. Sverdrupa, kapitána "Framu" – Fridtjof Nansen; překlad z norštiny redigoval Jiří Guth. Praha: J. Otto, 1897
- Na rozcestí: román – Léon de Tinseau. Praha: J. Otto, 1897
- Paříž: román – Émile Zola; autorizovaný překlad. Praha: J. R. Vilímek, 1897?
- Tři povídky francouzské: Nevděčník – Charles Foley; přeložil Jiří Guth, Návrat – Paulina Caro; přeložila Karla Langnerová; Hrbatý – Rachon, přeložil Václav Kursa. Praha: J. Otto, 1898
- Plodnost – Émile Zola. Praha: J. R. Vilímek, 1899
- Bratranec Pons – Honoré de Balzac; ilustroval Fr. Ženíšek ml. Praha: J. R. Vilímek
- Firma Nucingen a jiné novelly (1900) – Honoré de Balzac.[28]
- Z velkého světa [Cosmopolis]: román – Pavel Bourget; se studií o Bourgetovi a jeho dílech od Jaroslava Vrchlického. Praha: J. R. Vilímek, 1900
- Tartarin na Alpách – Alphonse Daudet; ilustroval J. Wenig. Praha: Hejda & Tuček, 1900
- Populární astronomie: všeobecný popis nebes. Díl 2. – Camille Flammarion. Praha: Hejda & Tuček, 1900
- Dílo – Émile Zola; ilustrace Viktor Oliva. Praha: J. R. Vilímek, 1900
- Práce (1900/1901) – Émile Zola; autorizovaný překlad[29]
- Zabiják – É mileZola; s ilustracemi A. Wierera. Praha: J. R. Vilímek
- Na rozcestí: román – Léon de Tinseau. Praha: J. Otto, 1901
- Paměti presidenta Pavla Krügra – dle jeho vlastního vypravování a poznámek H. C. Bredella a Pieta Groblera; autorizovaný překlad. Praha: Unie, 1903
- Evino vítězství – Pierre de Coulevain. Praha: J. R. Vilímek, 1903
- 23 let bouře a slunečna v Jižní Africe: boerské boje za svobodu a neodvislost – Adolf Schiel; autorizovaný překlad z němčiny. Praha: Unie, 1903
- V srdci Asie: deset tisíc kilometrů po neznámých cestách – Sven Hedin; přeložili Arnošt Kraus, Jiří Guth. Praha: J. R. Vilímek
- Aziyadé: výňatky z poznámek a dopisů námořního poručíka anglického, který vstoupil do služeb tureckých – Pierre Loti. Praha: Máj, 1904
- Nová země na severu (1904) – čtyři léta v arktickém území; autorizovaný překlad Otto Sverdrup[30]
- Milosrdenství ženy a jiné povídky – Paul Bourget. Praha: Máj, 1906
- Vědecké úvahy – Camille Flammarion, Praha: Hejda & Tuček, 1909
- K jižní točně: dva roky ve sněhu a ledu. Díl II. – Otto Nordenskjöld. překlad redigoval Jiří Guth
- Německá panovačnost – Maurice Lair. Praha: J. R. Vilímek
- Harémy, kouzla zbavené – Pierre Loti. Praha: J. R. Vilímek
- Historie velikosti a pádu Césara Birotteau-a, voňavkáře, rytíře řádu čestné legie, náměstka starosty 2. okrsku města Paříže (1910) – Honoré de Balzac[31]
- Na potulkách – Guy de Maupassant; ilustroval De Lanos a André Suréda. Praha: J. R. Vilímek, 1913
- Sibiř, země budoucnosti – Fridtjof Nansen; překlad redigoval Jiří Guth. Praha: F. Borový, 1913
- Přístav Tarascon: poslední dobrodružství slovutného Tartarina – Alphonse Daudet. Praha: Hejda & Tuček, 1916
- Sapho: mravy pařížské – Alphonse Daudet. Praha: F. Topič, 1917
- Svatební cesta – Charles de Coster. Praha: F. Topič, 1918
- Německá ohavnost – Pierre Loti. Praha: F. Topič, 1919
- Bolševické peklo: v Petrohradě za Komuny a rudá hrůzovláda – Robert Vaucher. Praha: F. Topič, 1919
- Koenigsmark – Pierre Benoit. Praha: F. Topič, 1920
- Tajemný doktor: román – Paul d’Ivoi; ilustrace Louis Bombled. Praha: Miroslav Láth; Kralupy: Josef Nývlt, 1923
- Trudy tlustého člověka: román – Henri Béraud. Moravská Ostrava: T. Pospíšil, 1924
- Pan farář: humoristický román – Clément Vautel. Moravská Ostrava: T. Pospíšil, 1924
- Kulička – Guy de Maupassant; ilustroval Jeanniot. Praha: J. R. Vilímek, 1933